# Mittenwald
Mittenwald è un comune tedesco situato nel land della Baviera.
Vicinissima al confine con l'Austria, Mittenwald è famosa per l'arte liutaia grazie a Matthias Klotz che, imparata quest'arte a Cremona nella bottega degli Amati, nel 1684 la importò qui. Nel Geigenbaumuseum, allestito nella casa natale di Klotz, è possibile ora apprezzare i capolavori prodotti dai maestri bavaresi e capire il processo di produzione di questo magico strumento.
La chiesa in stile barocco dei Santi Pietro e Paolo sorge al centro del paese, con la caratteristica facciata affrescata richiama la principale peculiarità del paese dalle case pitturate.
In prossimità della stazione ferroviaria l'impianto funicolare consente di raggiungere rapidamente le piste da sci.

## Galleria d'immagini

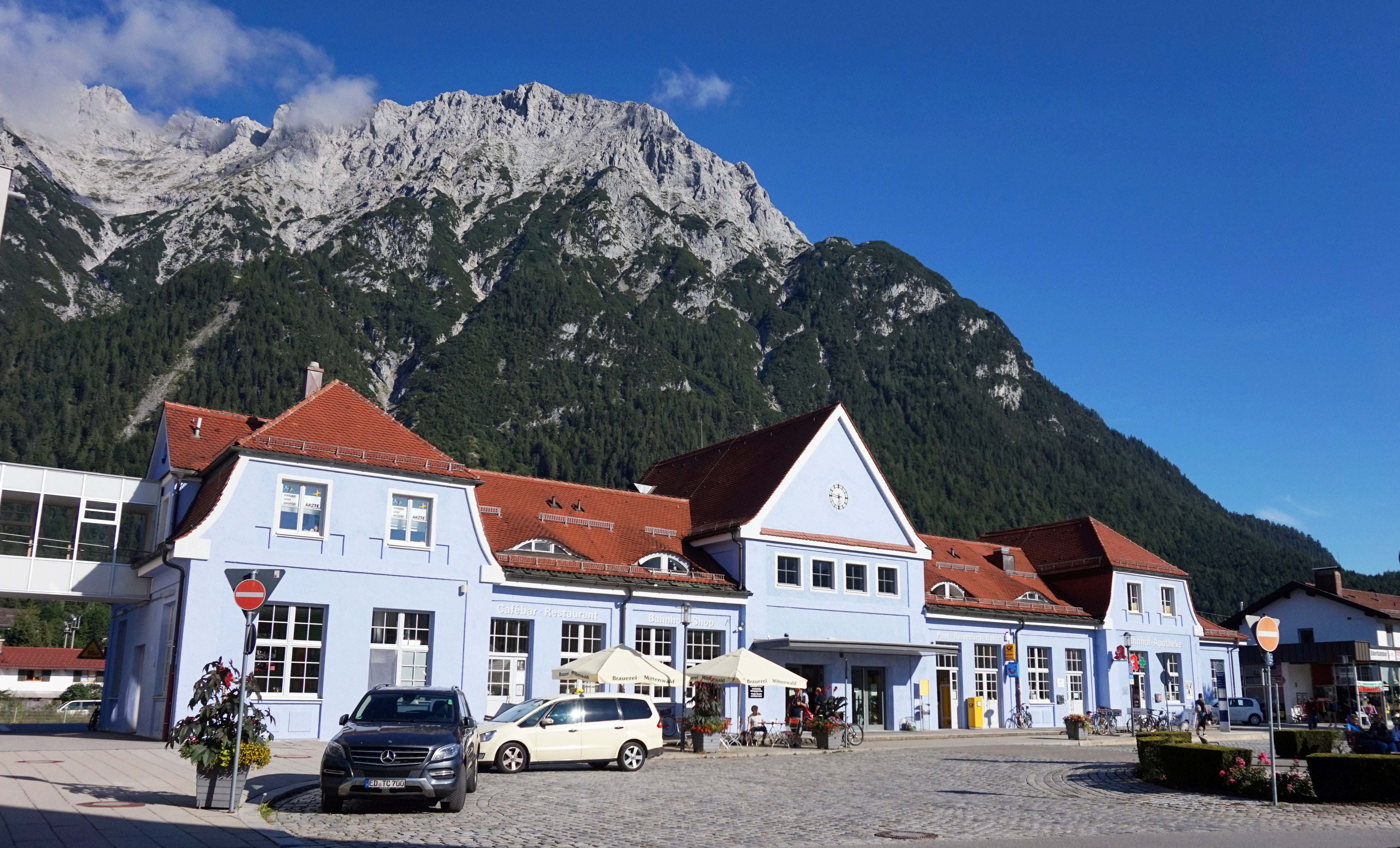
Stazione ferroviaria e Karwendel
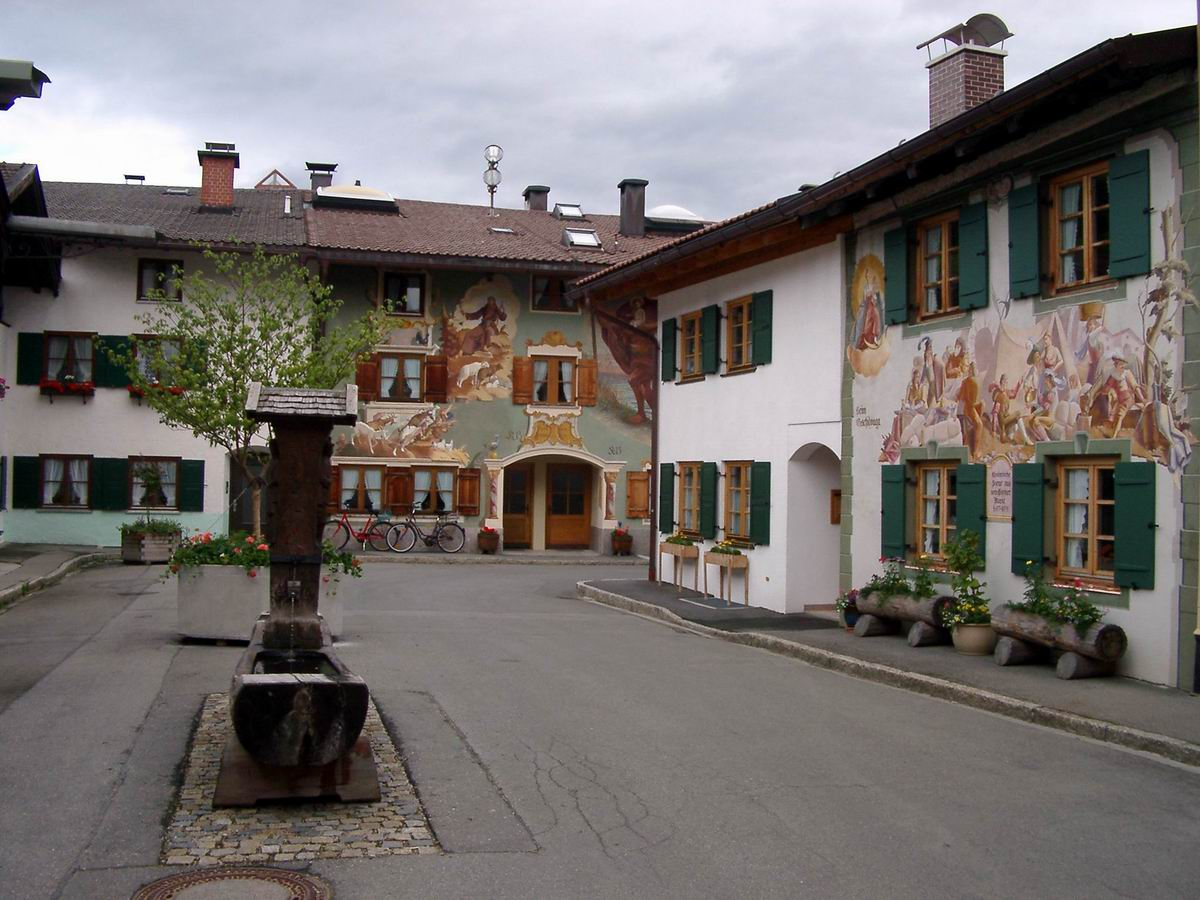
Case affrescate
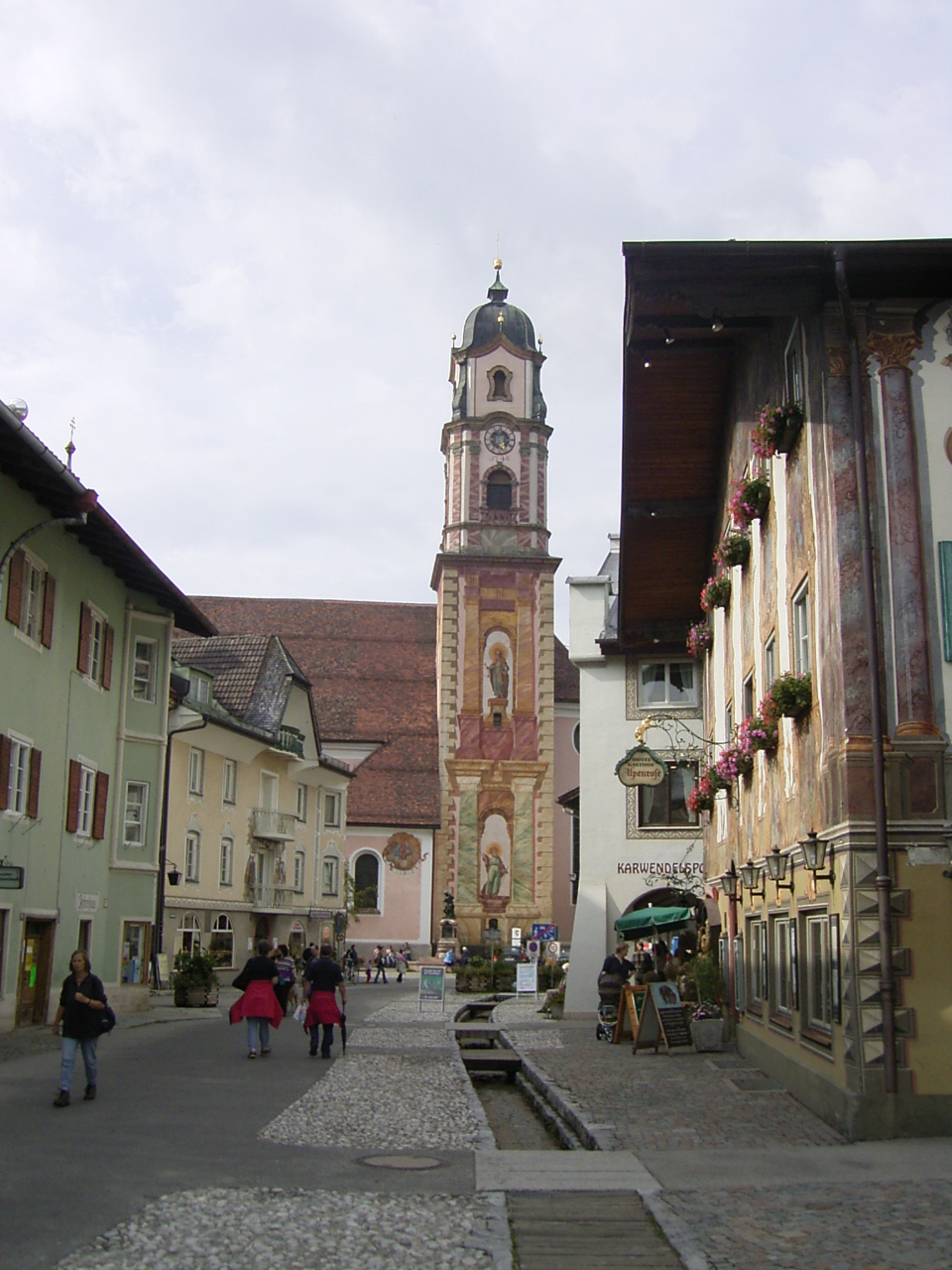
Case affrescate
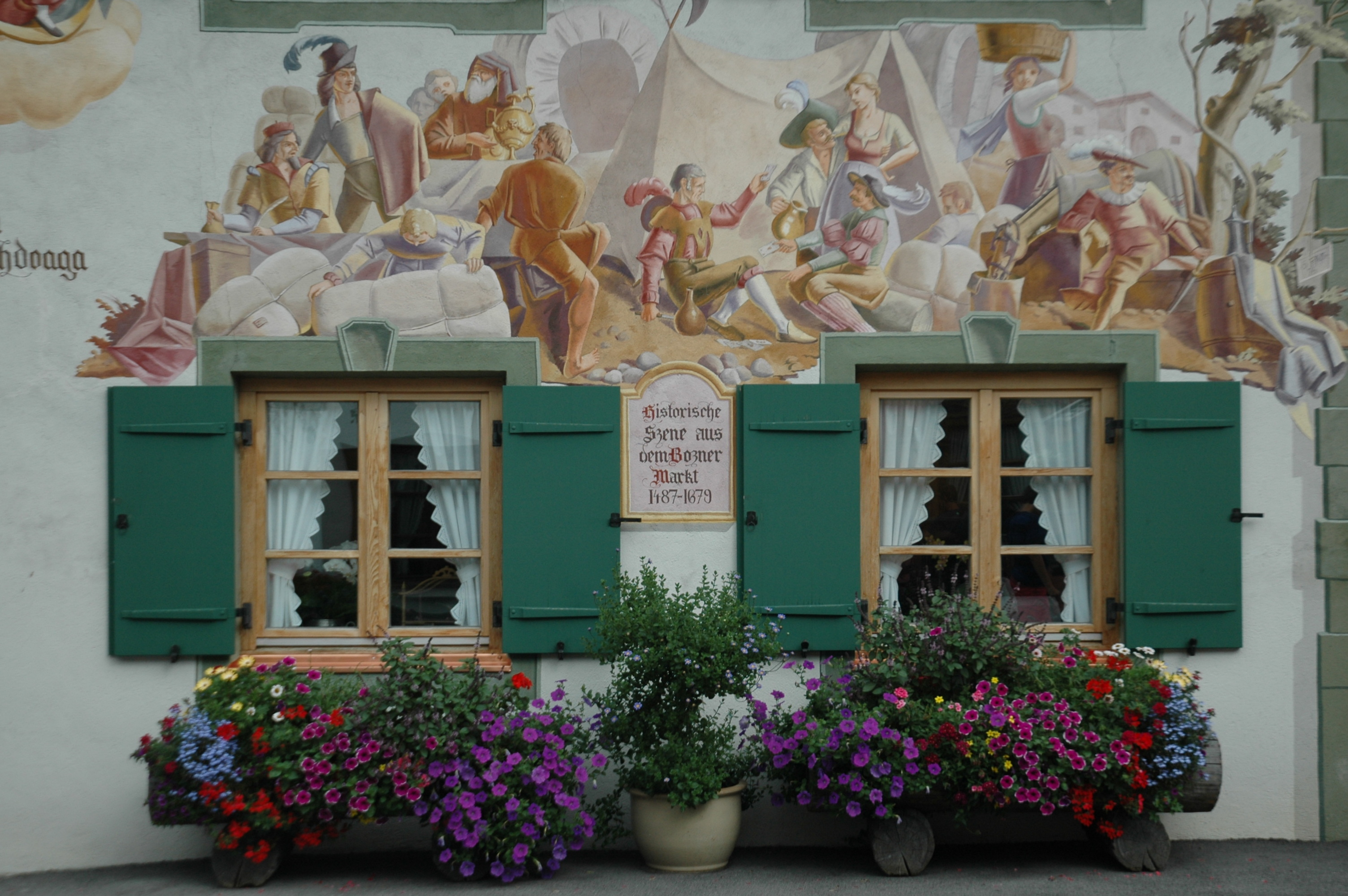
Ballenhausgasse, Mittenwald
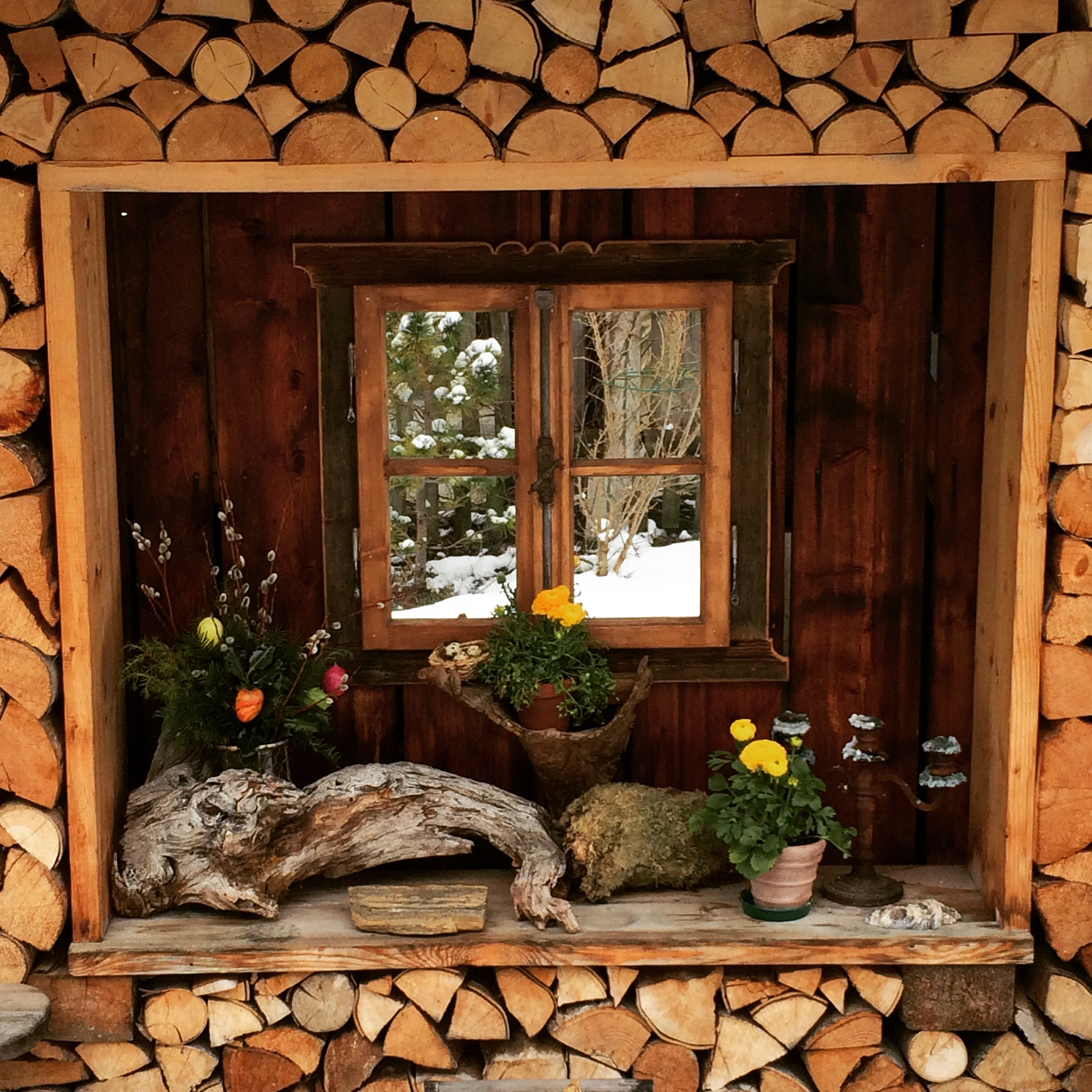
Ballenhausgasse, Mittenwald
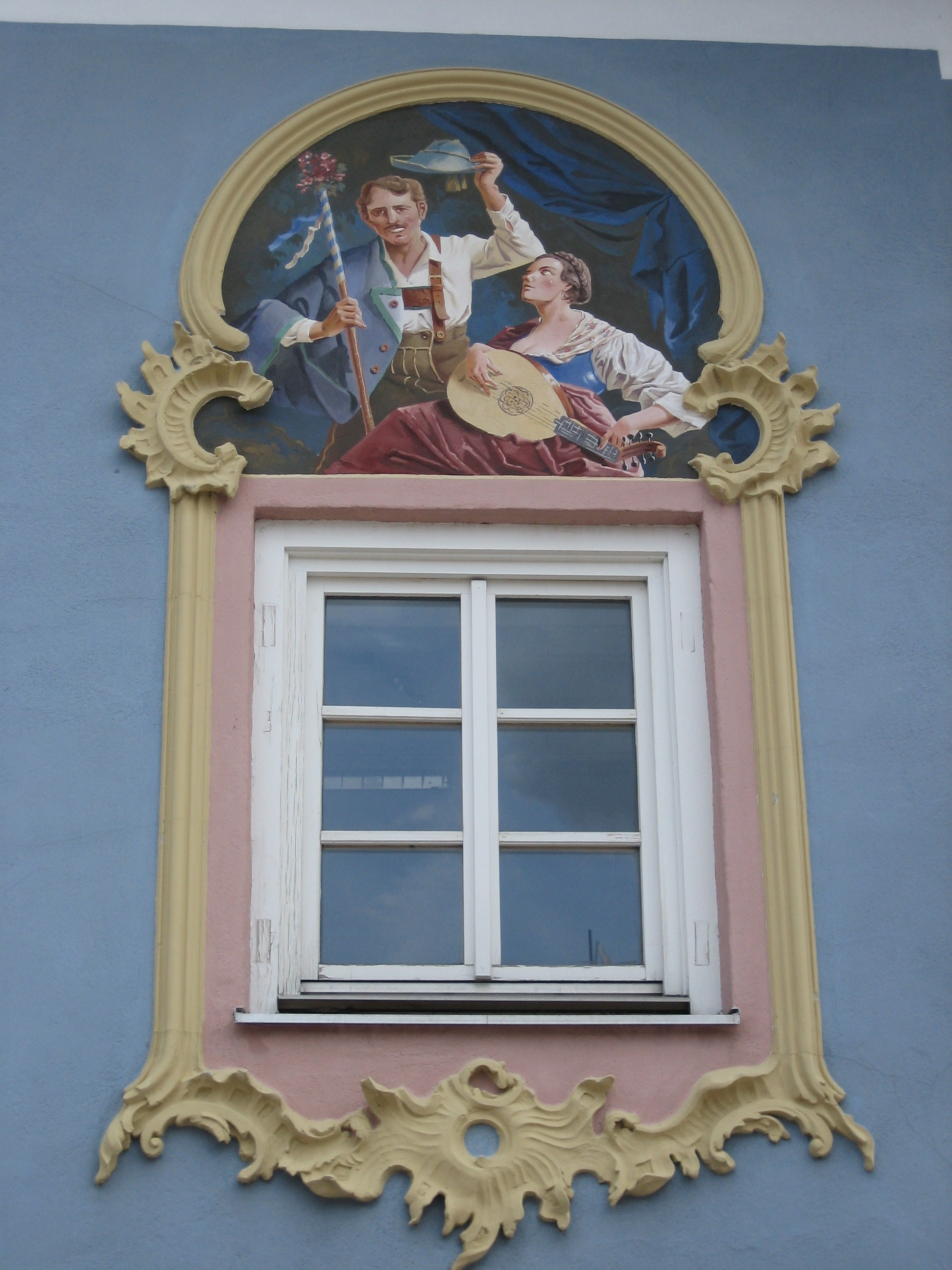
Casa Beim Gschdagala, Mittenwald
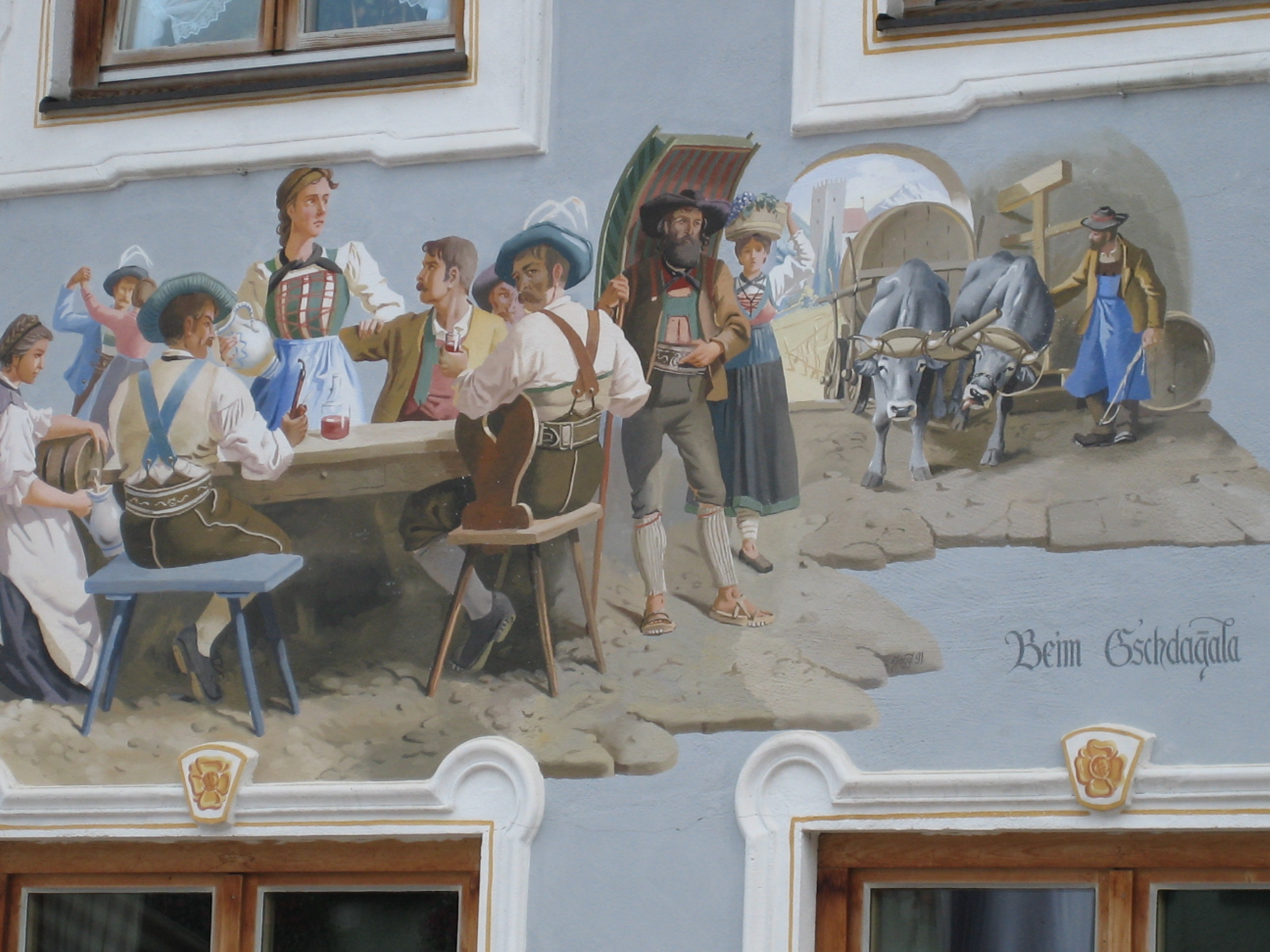
Casa Beim Gschdagala, Mittenwald
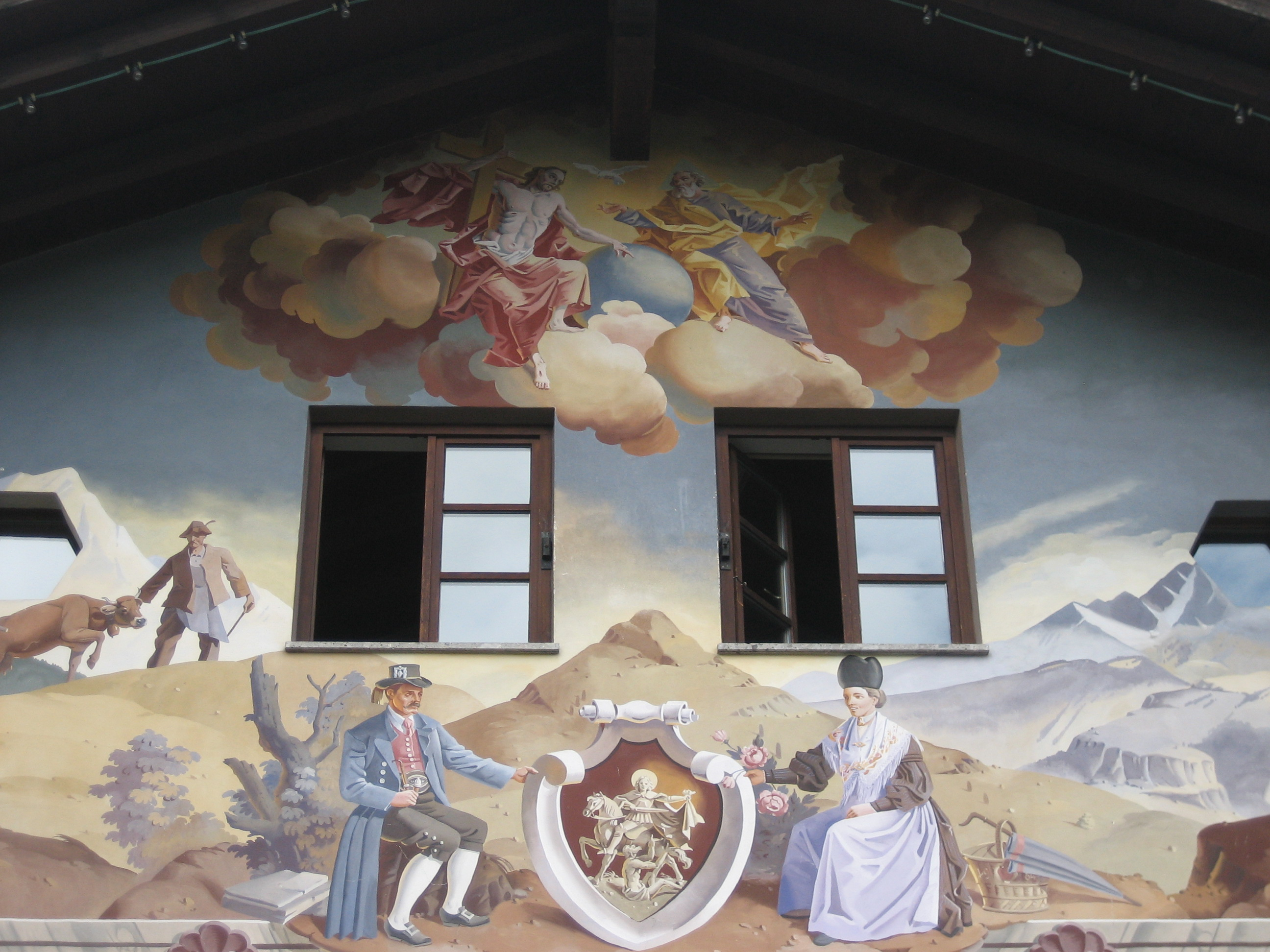
Dipinto di una casa
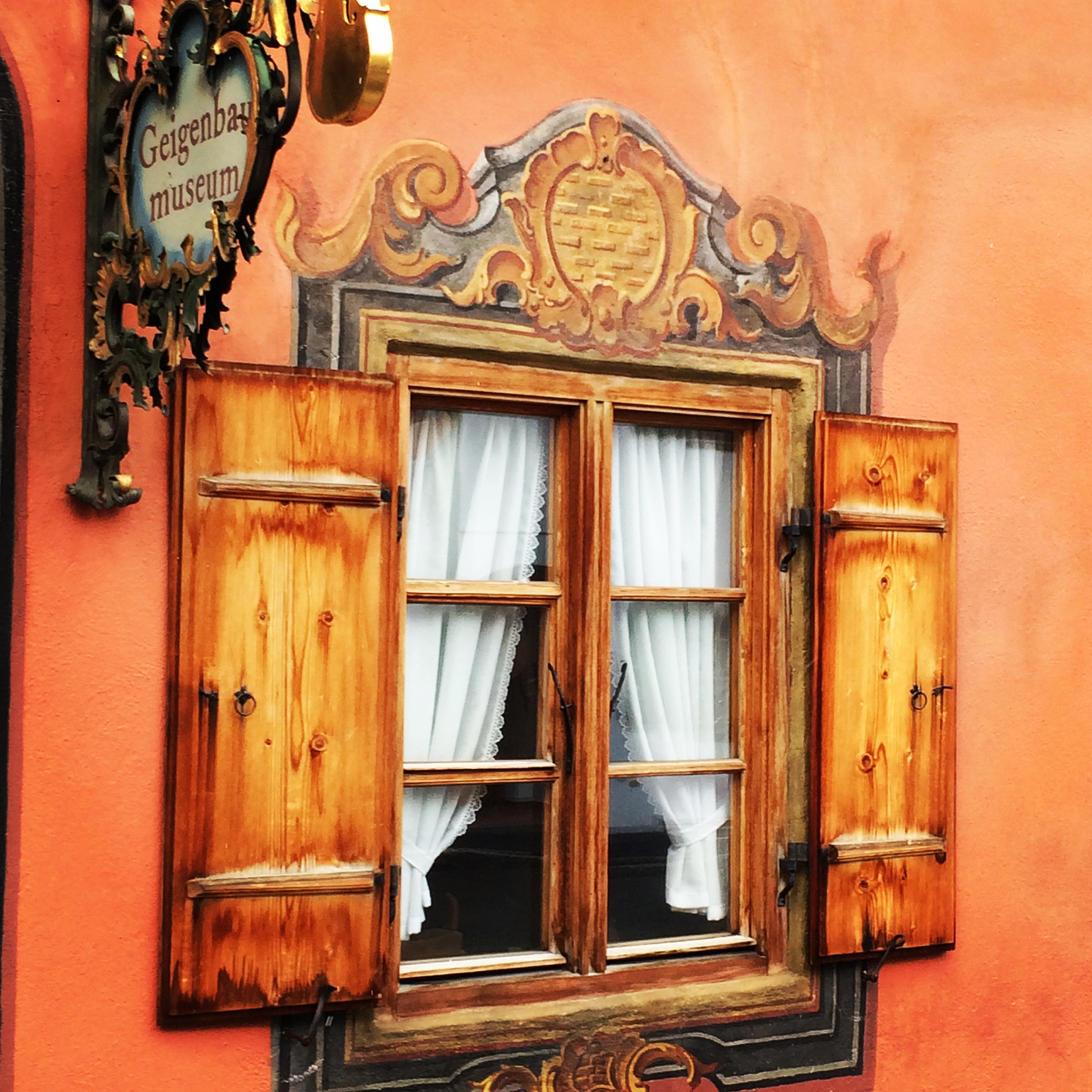
Il museo del liutaio
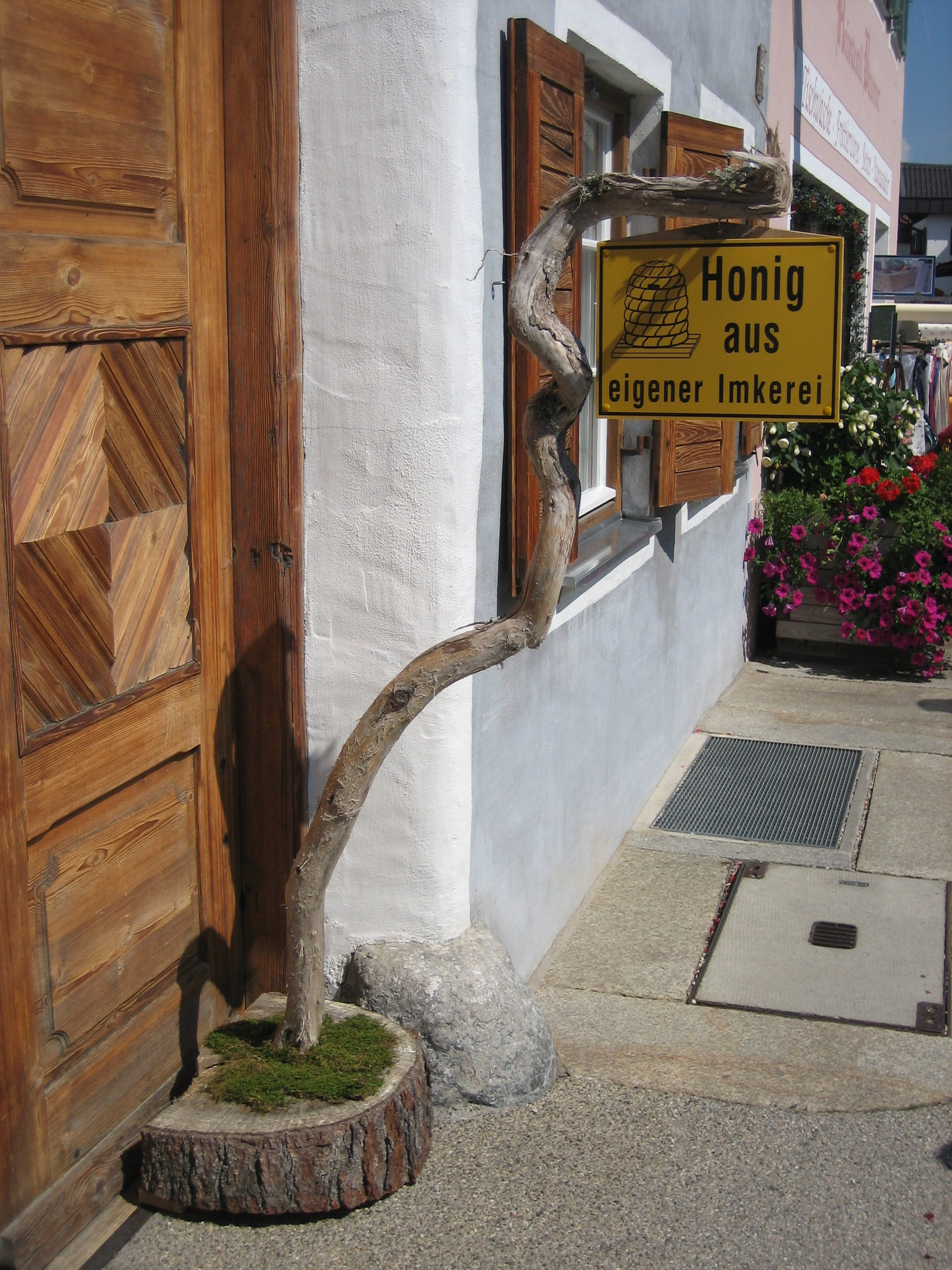
Miele fatto in casa in vendita
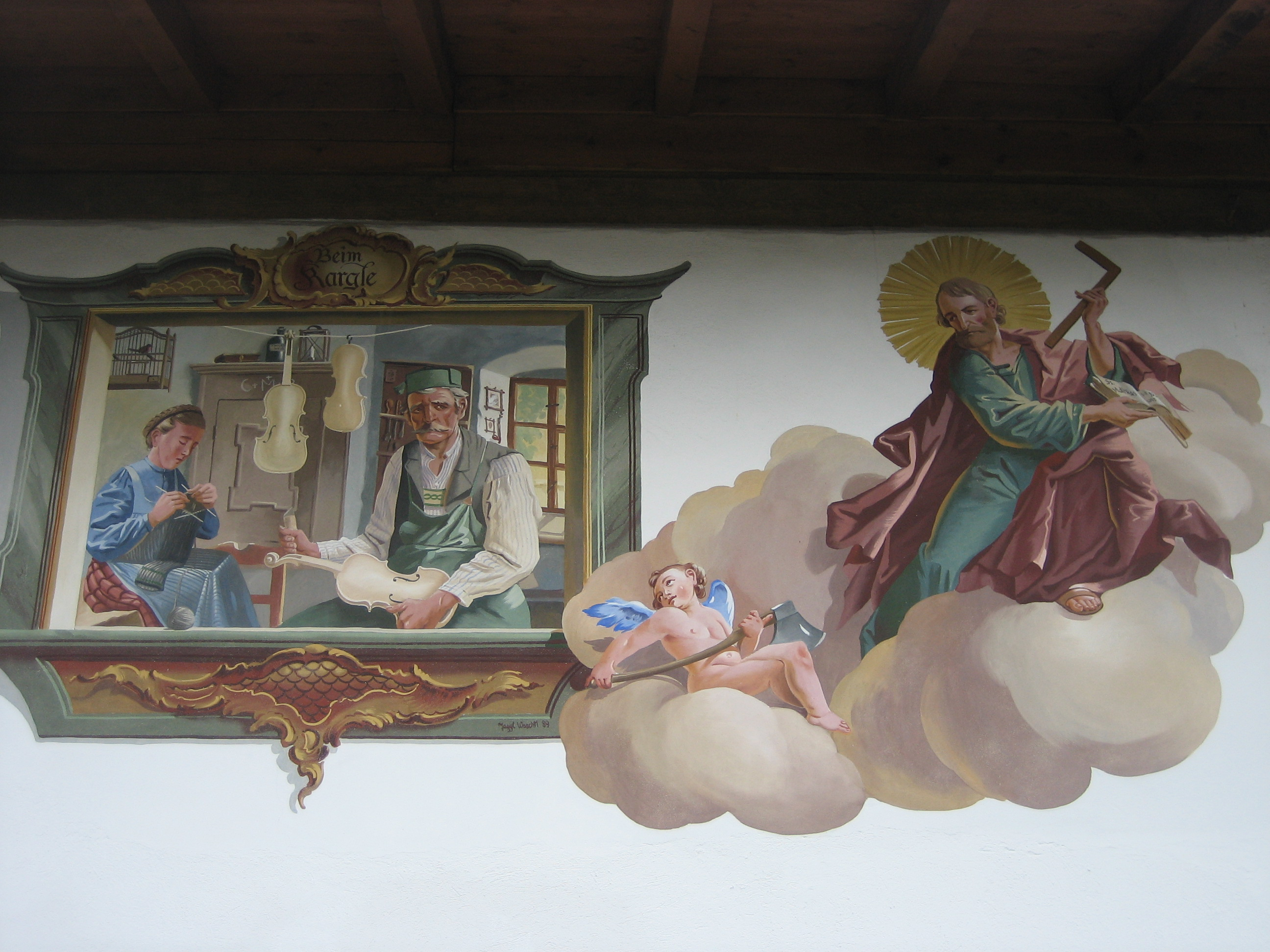
Landgasthaus Beim Kargle